# Genetta servalina
La genetta servalina (Genetta servalina  Pucheran, 1855) è un carnivoro della famiglia dei viverridi diffusa in Africa centrale.

## Descrizione

### Dimensioni
Carnivoro di medie dimensioni, con la lunghezza della testa e del corpo tra 370 e 531 mm, la lunghezza della coda tra 365 e 520 mm, la lunghezza del piede tra 70 e 80 mm e un peso fino a 2 kg.

### Aspetto
La pelliccia è corta e molto soffice. Le parti superiori sono fulve. Le parti inferiori sono ocra-grigiastre. La gola è più giallastra dell'addome. Lungo i fianchi sono presenti diverse file di numerose macchie scure. 4 strisce sottili attraversano la nuca. Gli arti sono relativamente lunghi e scuri. La parte centrale tra i cuscinetti della pianta della mano è ricoperta di peluria. La coda è lunga circa quanto la testa ed il corpo, di forma cilindrica, ricoperta di peli corti e soffici e con 9-11 anelli biancastri, intervallati da anelli neri larghi circa il triplo, mentre la punta è chiara. Le femmine hanno un paio di mammelle.

## Biologia

### Alimentazione
Si nutre di roditori, Procavie, insetti, uccelli e frutta.

### Riproduzione
In Uganda si riproduce da febbraio ad agosto.

## Distribuzione e habitat
Questa specie è diffusa nell'Africa centrale e orientale dal Camerun fino alla Tanzania centro-orientale e Zanzibar.
Vive nelle foreste primarie e secondarie di pianura, sub-montane e montane fino a 4.400 metri di altitudine. Si trova anche in foreste umide, boschi di bambù e in boscaglie su terreno corallino sull'isola di Zanzibar.

## Tassonomia
Sono state riconosciute 5 sottospecie:
- G.s.servalina: Camerun centrale e meridionale, Rio Muni, Gabon, Congo, Repubblica Centrafricana e Sudan del Sud meridionali;
- G.s.archeri (Van Rompaey & Colyn, 1998): Zanzibar;
- G.s.bettoni (Lonnberg, 1917): Uganda, Kenya centrale e occidentale;
- G.s.lowei (Kingdon, 1977): Arco montano centro-orientale della Tanzania;
- G.s.schwarzi (Crawford-Cabral, 1970): Repubblica Democratica del Congo settentrionale e centrale, Ruanda, Burundi.

## Conservazione
La IUCN Red List, considerato il vasto areale, la presenza in diversi tipi di habitat e la popolazione numerosa, classifica G.servalina come specie a rischio minimo (Least Concern). Potrebbe essere in atto un declino in alcune zone dovuto alla caccia ed alla perdita del proprio habitat, particolarmente nell'Arco montano centro-orientale della Tanzania e su Zanzibar.